# Giovanni Francesco Rustici
Giovanni Francesco Rustici (1474 – 1554) va ser un pintor i escultor italià del Renaixement.
Va nàixer al si d'una noble família de Florència. Va tenir l'oportunitat d'estudiar les escultures dels Mèdici al jardí de San Marco, i Vasari diu que Lorenzo de Mèdici el va introduir al taller del Verrocchio. Després del trasllat del Verrocchio a Venècia, es va col·locar com a ajudant de Leonardo da Vinci, qui també s'havia format al taller del Verocchio. Va compartir allotjament amb Leonardo mentre treballava en les figures del Baptisteri, per les quals va rebre un pagament insuficient que li va fer decidir, segons Vasari, no treballar mai més per a comandes públiques. En aquella època, Pomponius Gauricus, a De sculptura (1504), el va citar com un dels principals escultors de la Toscana, al mateix nivell que Benedetto da Maiano, Andrea Sansovino i Miquel Àngel.
Vasari fa la contalla dels elaborats sopars que Rustici solia compartir amb els seus camarades.
El seu Mercuri va ser un encàrrec del Cardenal Giuliano de' Medici l'any 1515, per a la font del claustre del Palau Mèdici de Florència. Segons Giorgio Vasari, de la figura sortia un raig d'aigua que feia girar un molinet amb quatre aspes en forma d'ales de papallona. Segons James Draper, aquesta figura de Rustici va inspirar-se en la font de bronze de mitjan segle xv anomenada de l'Infant alat, actualment conservada al Metropolitan Museum of Art. Vasari va lloar l'escultura, que actualment es conserva a la Col·lecció Boscawen del Museu Fitzwilliam, Cambridge.
Durant el setge de Florència de 1528, va traslladar-se a França, on va ser pensionat pel rei Francesc I, però després de la mort del rei Rustici va morir en la pobresa a Tours.
Baccio Bandinelli va ser aprenent de Rustici.
S'han atribuït a Rustici algunes terracotes esmaltades en la tècnica desenvolupada al taller de Luca della Robbia, entre les quals cal destacar una Mare de Déu amb Infant (Bargello) i un Sant Joan Baptista, al Museu de Belles Arts de Boston.

## Obres principals
- Bust de Boccaccio (1503) per al sepulcre de Giovanni Boccaccio a Certaldo.[4]
- Joan Baptista amb els fariseus i els levites. Tres figures al Baptisteri de Sant Joan de Florència. L'obra va ser un encàrrec de l'any 1506 per reemplaçar unes figures tard-gòtiques de Tino da Camaino.
- Mercuri alçant el vol. Encàrrec del cardenal Giulio de' Medici (posteriorment papa Climent VII), per decorar una font del jardí del claustre del Palau Mèdici, Florència, probablement de l'any 1515. Probablement va ser instal·lada sobre el recipient de la font que originalment albergava la Judith de Donatello.
- L'Infant Jesús i sant Joan Baptista. Tondo de marbre i ònix en baix relleu. Museu del Louvre.
- Mare de Déu i Infant Placa en baix relleu, atribuïda. Museu del Louvre.
- Escena bèl·lica. Terracotta. Un genet i quatre agressors. Mostra la influència dels dibuixos de Leonardo. Museu del Louvre.
- Font sobre disseny atribuït a Leonardo.[nota 3] Antigament al Woolbeding House, Surrey (Victoria and Albert Museum)